# Portada/efemèride gener 4
Marie-Louise von Franz
« 3 de gener · 4 de gener · 5 de gener »